# Wintilo Lozano
Wintilo Lozano Islas (* 23. Dezember 1919 in Yuma, Arizona, Vereinigte Staaten; † 15. Januar 2009 in Mexiko), auch bekannt unter dem verkürzten Vornamen Tilo, war ein US-amerikanisch-mexikanischer Fußballspieler, der vorwiegend im Mittelfeld agierte. 

## Leben
Als Wintilo Lozano vier Jahre alt war, zogen seine aus Mexiko stammenden Eltern in die Heimat zurück, so dass er in Guadalajara, Jalisco, aufwuchs. Als junger Mann spielte er mehrere Jahre für den Club Deportivo Guadalajara, und zwar sowohl während der bis 1943 andauernden Amateurepoche als auch in den ersten Jahren des Profifußballs. In den frühen 1940er Jahren gehörte er ebenso zur Selección Jalisco, die von 1940 bis 1943 in der noch offiziell auf Amateurstatus betriebenen Liga Mayor mitwirkte.

## Trivia
Wintilo Lozano, der gemäß einigen Quellen auch Wintilio Lozano bezeichnet wird, war der erste nicht in Mexiko geborene Spieler in der Profimannschaft des Club Deportivo Guadalajara.